# Aplastoceros
Aplastoceros is een geslacht van vlinders van de familie bladrollers (Tortricidae), uit de onderfamilie Tortricinae.

## Soorten
- A. affabilis Diakonoff, 1956
- A. carphalea Diakonoff, 1953
- A. dentifera Diakonoff, 1953
- A. euetrias Diakonoff, 1953
- A. peneploca Diakonoff, 1953
- A. plumbata Diakonoff, 1953